# Gauliga Bavière
Pour un article plus général, voir Gauliga.
La Gauliga Bavière (en Allemand: Gauliga Bayern) fut une ligue de football (de Division 1) imposée par le NSRL en 1933.
Dès leur arrivée au pouvoir en mars 1933, Adolf Hitler et le NSDAP imposèrent une réorganisation administrative drastique à l'Allemagne (voir Liste des Gaue). Administrativement, plusieurs Gaue" (Bayreuth, Franconie, Main/Franconie, Munich/Haute Bavière, et Souabe") découpèrent l'ancien État de Bavière de la République de Weimar.
La Gauliga Bavière fut démantelée en 1945.

## Généralités
La ligue fut mise sur pied en 1933, par 12 clubs, sur base de l’ancien État de Bavière à l’exception de la région du Palatinat (en Allemand:Pfalz) qui était politiquement avec la Bavière mais ne lui était pas reliée géographiquement. Précédemment, les clubs de cette région du Palatinat n’avaient jamais joué avec les Bavarois. Ils se retrouvaient incorporés avec ceux de la Gauliga Südwest/Main-Hessen. Par contre les clubs de Ulm qui avaient déjà évolué avec ceux de Bavière furent versés dans la Gauliga Württemberg.
La Gauliga Bavière remplaça les deux Bezirksligas (ou Beziksklasse) de la Bavière du Nord et de la Bavière du Sud. L’instauration de la Gauliga Bacière coïncida avec le recul des clubs bavarois qui comme le 1. FC Nuremberg et le SpVgg Fürth avaient dominé le football allemand dans les années 1920.
Jusque 1937, Nuremberg fit trois apparitions en finale du championnat et le remporta en 1936. Par contre aucun autre cercle bavarois ne connut de réels succès durant cette période. 
Par contre, la Tschammer Pokal, ancêtre de l’actuelle DFB-Pokal, sourit aux équipes du Sud. Le 1. FC Nuremberg la gagna en 1935 et 1939 et le TSV Munich 1860 la remporta en 1942.
Lors de sa première saison, la Gauliga Bavière compta 12 clubs qui s’affrontèrent en une seule poule par aller/retour. Le champion se qualifia pour la phase finale du championnat national, jouée par élimination directe. Les équipes classées aux trois dernières places furent reléguées vers une série inférieure. Au cours des deux saisons suivantes la ligue fut réduite à 11 puis 10 clubs. À partir de la saison 1935-1936, la Gauliga Bayern compta deux relégués par saison.
La saison 1939-1940 débuta le 27 août 1939 mais le déclenchement de la Seconde Guerre mondiale, quatre jours plus tard interrompit la compétition. Elle ne reprit que fin octobre, avec un certain nombre de championnats locaux avaient été joués pour meubler. Lors de cette saison, une seule équipe fut reléguée et la ligue retrouva 12 participants la saison suivante.
Après la saison 1941-1942, les effets négatifs de la guerre commencèrent à se faire sérieusement sentir en Allemagne. La pénurie de joueurs était très grande et les déplacements devenaient presque impossibles, faute de véhicules, par manque de carburant et aussi par les risques causés par les bombardements alliés. La Gauliga Bavière fut scindées en deux groupes: celui du Nord compta 11 équipes pour 10 à la poule du Sud. Il n’y eut pas de désignation d’un champion unique. Les deux vainqueurs de groupe participèrent à la phase finale du championnat.
L’écroulement imminent du IIIe Reich mit fin à la Gauliga Bavière. Celle-ci prévit de se scinder en cinq groupes pour 1945, mais finalement, à l’exception de la Division de Munich, comme presque toutes les autres Gauligen, elle arrêta ses activités à la fin de l’année 1944. 
A Munich, les matches de football continuèrent jusqu’au terme du conflit. La dernière rencontre de l’ère nazie vit le Bayern Munich battre Munich 1860 sur le score de 3-2, le 23 avril 1945.
Après la capitulation sans conditions de l’Allemagne nazie, la Bavière passa sous contrôle  américain.

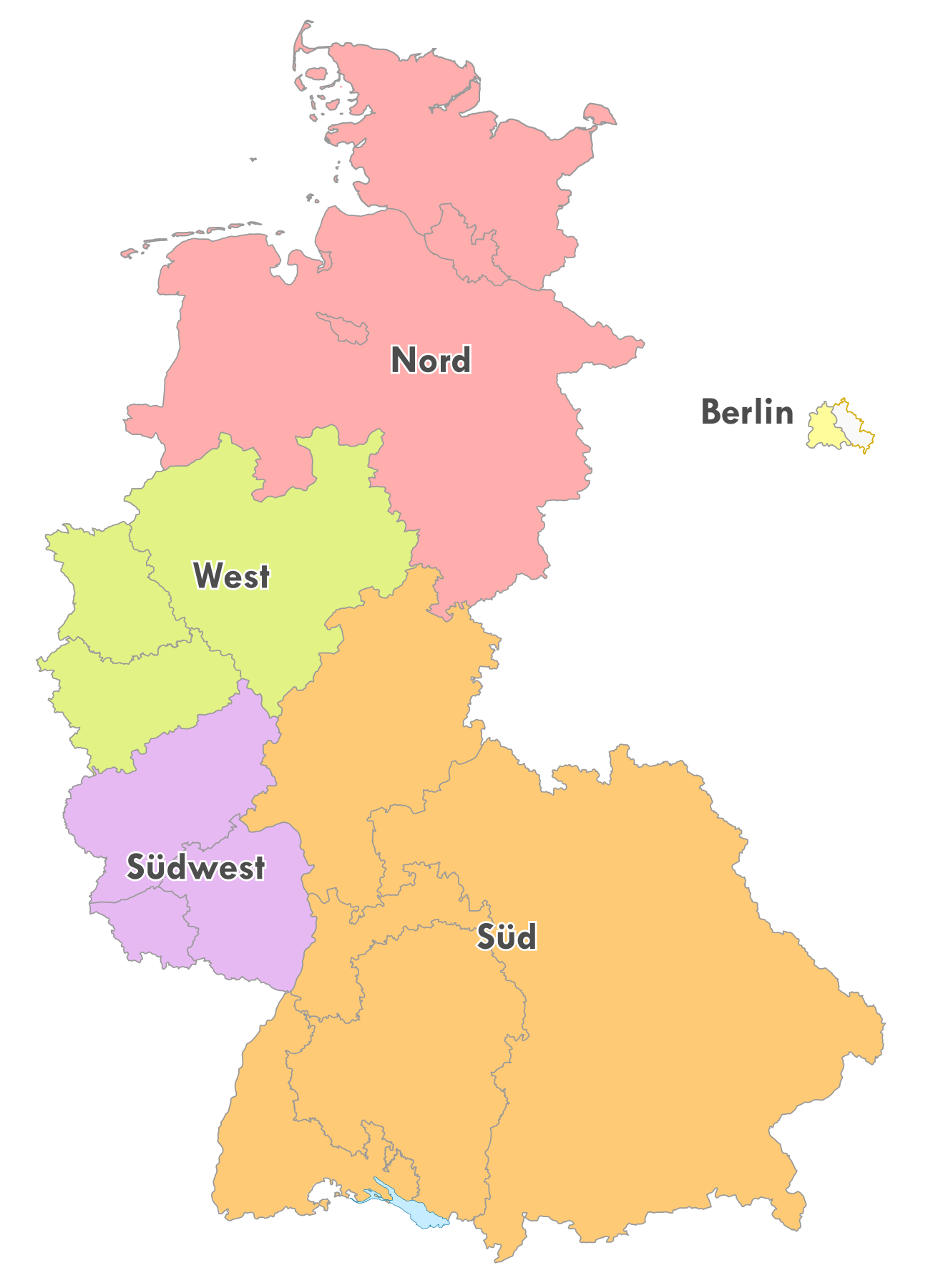
Les "Oberligen" en 1949

Les vestiges du Nazisme furent balayés par les Alliés qui ne manquèrent pas (à juste titre) de démanteler le NSRL. Toute l’organisation sportive allemande, y compris celle des fédérations et des clubs dut être réinstaurée. 
Du point de vue football, les clubs bavarois furent intégrés à une nouvelle structure mise en place par la DFB: l'Oberliga Sud.

## Clubs fondateurs de la Gauliga Bavière
Ci-dessous, les 12 clubs qui fondèrent la Gauliga Bavière, en 1933 et leur résultat lors de la saison 1932-1933 dans soit la Bezirksliga Nord Bayern (Bavière du Nord), soit la  Bezirksliga Süd Bayern (Bavière du Sud):
- 1. FC Nürnberg, vainqueur de la Bezirksliga Nordbayern
- TSV 1860 München, 2e de la Bezirksliga Südbayern
- FC Bayern München, vainqueur de la Bezirksliga Südbayern
- 1. FC Schweinfurt 05, 3e de la Bezirksliga Nordbayern
- TSV Schwaben Augsburg, 7e de la Bezirksliga Südbayern
- SpVgg Fürth, 2e de la Bezirksliga Nordbayern
- ASV Nuremberg, 5e de la Bezirksliga Nordbayern
- SSV Jahn Regensburg, 10e de la Bezirksliga Südbayern
- FC Wacker München, 4e de la Bezirksliga Südbayern
- FC Bayreuth, 4e de la Bezirksliga Nordbayern
- FV Würzburg 04, 7e de la Bezirksliga Nordbayern
- FC München, issu d’une fusion entre Teutonia (8e) et DSC Munich (6e), respectivement 8e et 6e de la Bezirksliga Südbayern.

## Champions et Vice-champions de la Gauliga Bavière
| Saisons | Champions         | Vice-champions    |
| 1933-34 | 1. FC Nuremberg   | TSV Munich 1860   |
| 1934-35 | SpVgg Fürth       | 1. FC Nuremberg   |
| 1935-36 | 1. FC Nuremberg   | SpVgg Fürth       |
| 1936-37 | 1. FC Nuremberg   | FC Schweinfurt 05 |
| 1937-38 | 1. FC Nuremberg   | TSV Munich 1860   |
| 1938-39 | FC Schweinfurt 05 | TSV Munich 1860   |
| 1939-40 | 1. FC Nuremberg   | BC Augsburg       |
| 1940-41 | TSV Munich 1860   | 1. FC Nuremberg   |
| 1941-42 | FC Schweinfurt 05 | SpVgg Fürth       |

| Saisons | Champions Nord  | Champions Sud    |
| 1942-43 | 1. FC Nuremberg | TSV Munich 1860  |
| 1943-44 | 1. FC Nuremberg | FC Bayern Munich |

## Classements dans la Gauliga Bavière de 1933 à 1944
Lors des saisons 1942-1943 et 1943-1944, la ligue fut scindée en deux groupes: Nord et Sud. La saison 1944-1945 fut organisée en cinq groupes différents, mais elle ne fut jamais terminée.

### Clubs de la Division "Nord"
| Club                         | 1934 | 1935 | 1936 | 1937 | 1938 | 1939 | 1940 | 1941 | 1942 | 1943 | 1944 |
| ---------------------------- | ---- | ---- | ---- | ---- | ---- | ---- | ---- | ---- | ---- | ---- | ---- |
| 1. FC Nürnberg               | 1    | 2    | 1    | 1    | 1    | 5    | 1    | 2    | 4    | 1    | 1    |
| 1. FC Schweinfurt 05 1       | 4    | 3    | 4    | 2    | 6    | 1    | 3    | 7    | 1    | 2    | 6    |
| SpVgg Fürth                  | 6    | 1    | 2    | 4    | 4    | 6    | 5    | 4    | 2    | 3    | 4    |
| ASV Nuremberg                | 7    | 7    | 5    | 9    |      |      |      |      |      |      |      |
| FC Bayreuth                  | 10   |      | 9    |      |      |      |      |      |      |      |      |
| FV Würzburg 04 2             | 11   |      |      |      |      |      |      |      |      |      |      |
| SpVgg Weiden                 |      | 9    |      |      |      |      |      |      |      |      |      |
| VfB Coburg                   |      |      |      | 10   |      | 9    |      |      |      |      |      |
| BSG WKG Neumeyer Nuremberg   |      |      |      |      |      | 4    | 4    | 6    | 6    |      |      |
| VfR Schweinfurt              |      |      |      |      |      |      | 9    | 11   |      | 8    | 5    |
| FSV 1883 Nuremberg           |      |      |      |      |      |      | 10   |      |      |      |      |
| FC W. Kickers/KSG Würzburg 2 |      |      |      |      |      |      |      | 12   |      | 11   | 10   |
| Eintracht Franken Nuremberg  |      |      |      |      |      |      |      |      | 11   | 9    |      |
| Reichsbahn SG Weiden 3       |      |      |      |      |      |      |      |      | 12   | 4    | 9    |
| VfL Nuremberg                |      |      |      |      |      |      |      |      |      | 5    | 3    |
| 1. FC Bamberg                |      |      |      |      |      |      |      |      |      | 6    | 2    |
| Viktoria 01 Aschaffenburg    |      |      |      |      |      |      |      |      |      | 7    |      |
| Post SG Fürth                |      |      |      |      |      |      |      |      |      | 10   | 8    |
| WTSV Schweinfurt             |      |      |      |      |      |      |      |      |      |      | 7    |
|                              |      |      |      |      |      |      |      |      |      |      |      |

Source:« Gauliga Bayern », Das deutsche Fussball-Archiv (consulté le 3 juin 2008)
- Lors des dernières saisons de la guerre, et plus spécialement après 1943, plusieurs clubs s’unirent et formèrent des Associations de guerre (Krieg Sport Gemeinschaft - KSG) en raison du manque de joueurs et de ressources:
  - 1 FC Schweinfurt 05 et Luftwaffen-SV Schweinfurt formèrent la KSG Schweinfurt.
  - 2 Après la saison 1941-1942, le FV Würzburg 04 et le FC Würzburger Kickers furent priés de fusionner et formèrent la KSG Würzburg.
  - 3 Le Reichsbahn SG Weiden était la résultante d'une fusion entre le SpVgg Weiden et le Reichsbahn SV Weiden.

### Clubs de la Division "Sud"
| Club                     | 1934 | 1935 | 1936 | 1937 | 1938 | 1939 | 1940 | 1941 | 1942 | 1943 | 1944 |
| ------------------------ | ---- | ---- | ---- | ---- | ---- | ---- | ---- | ---- | ---- | ---- | ---- |
| TSV 1860 München         | 2    | 5    | 7    | 7    | 2    | 2    | 7    | 1    | 3    | 1    | 3    |
| FC Bayern München        | 3    | 4    | 3    | 3    | 5    | 7    | 8    | 8    | 8    | 3    | 1    |
| TSV Schwaben Augsburg    | 5    | 11   |      |      | 8    | 10   |      | 9    | 9    | 4    | 8    |
| SSV Jahn Regensburg      | 8    | 10   |      |      | 3    | 3    | 6    | 5    | 10   | 5    | 5    |
| FC Wacker München        | 9    | 6    | 8    | 8    | 9    |      |      | 10   | 5    | 6    | 6    |
| FC München               | 12   |      | 10   |      |      |      |      |      |      |      |      |
| BC Augsbourg 3           |      | 8    | 6    | 5    | 7    | 8    | 2    | 3    | 7    | 2    | 2    |
| VfB Ingolstadt-Ringsee 4 |      |      |      | 6    | 10   |      |      |      |      |      | 7    |
| Luftwaffen SV Straubing  |      |      |      |      |      |      |      |      |      | 7    | 4    |
| TSG Augsbourg            |      |      |      |      |      |      |      |      |      | 8    | 10   |
| Bajuwaren Munich         |      |      |      |      |      |      |      |      |      | 9    |      |
| VfB Munich               |      |      |      |      |      |      |      |      |      | 10   |      |
| TSV Pfersee              |      |      |      |      |      |      |      |      |      |      | 10   |
|                          |      |      |      |      |      |      |      |      |      |      |      |

Source:« Gauliga Bayern », Das deutsche Fussball-Archiv (consulté le 3 juin 2008)
- Lors des dernières saisons de la guerre, et plus spécialement après 1943, plusieurs clubs s’unirent et formèrent des Associations de guerre (Krieg Sport Gemeinschaft - KSG) en raison du manque de joueurs et de ressources:
  - 3 BC Augsburg fusionna avec le Post Augsburg pour former la KSG BC/Post Augsburg.
  - 4 VfB Ingolstadt-Ringsee devint la KSG Ingolstadt.

## Sources et liens externes
- The Gauligas Das Deutsche Fussball Archiv (in German)
- Germany - Championships 1902-1945 at RSSSF.com
- Die deutschen Gauligen 1933-45 - Heft 1-3 (de) Classements des Gauligen 1933-45, publisher: DSFS